# China International Marine Containers
China International Marine Containers (Group) Co., Ltd. (CIMC) — китайская промышленная компания, занимающаяся производством морских контейнеров, прицепов, портового и авиационного оборудования, строительной и погрузочной техники, морских бурильных платформ и другого промышленного оборудования. Крупнейший в мире производитель морских контейнеров и полуприцепов, крупнейший в КНР производитель грузовых автомобилей и авиационных трапов.

## История
Компания была основана 14 января 1980 года в Шэньчжэне, в 1992 году была преобразована в акционерную компанию, в 1994 году её акции были размещены на Шэньчжэньской фондовой бирже, а в 2012 году — также на Гонконгской фондовой бирже. С 1993 года темпы роста компании значительно ускорились, к 1996 году она вышла на первое место в мире по производству морских контейнеров, к 2007 году доля China International Marine Containers на мировом рынке достигла 82 %; в последующие годы, из-за появления небольших производителей, доля сократилась до 60 %.

## Деятельность
Основные подразделения:

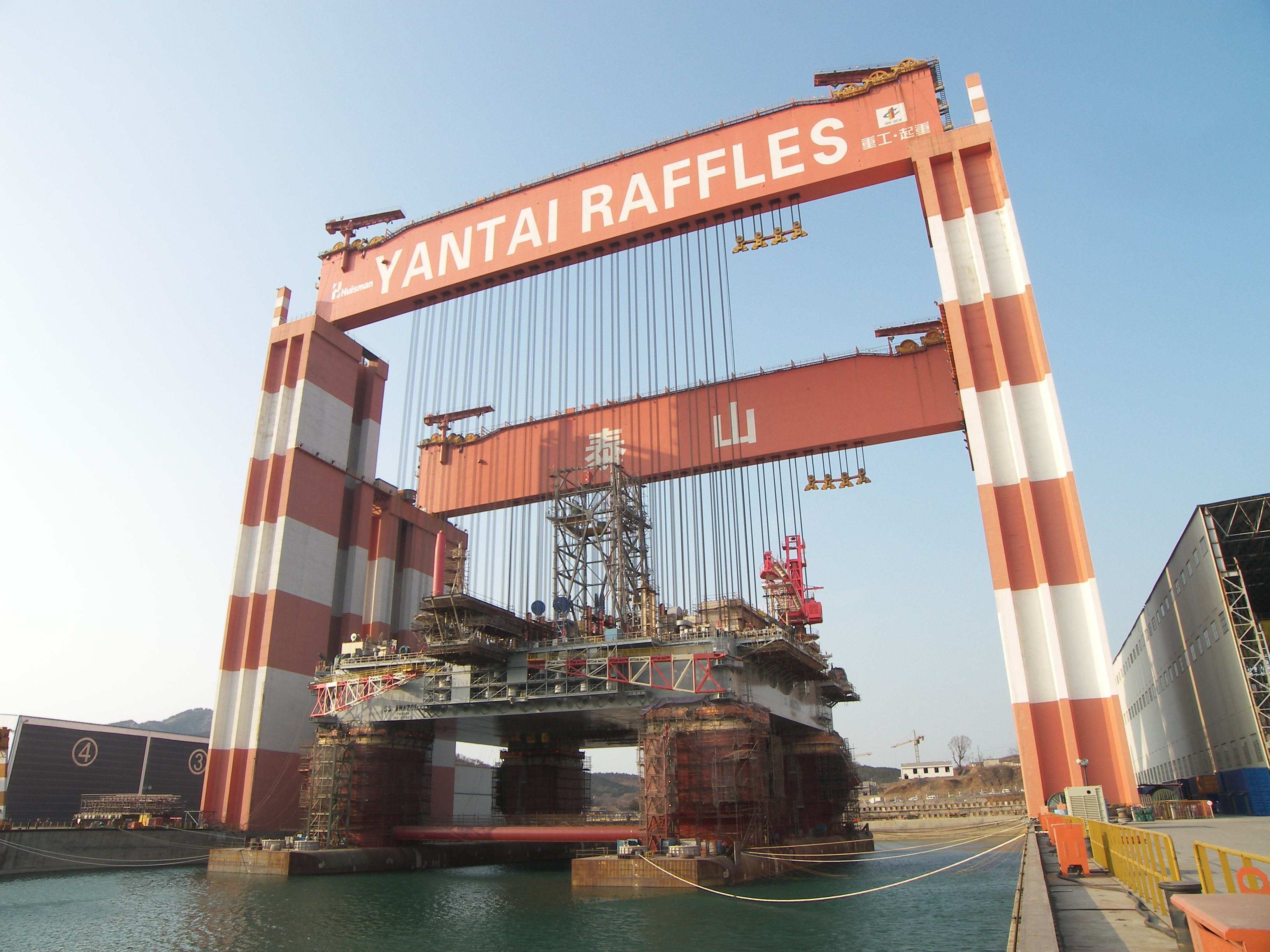
Судоверфь Yantai Raffles Shipyard

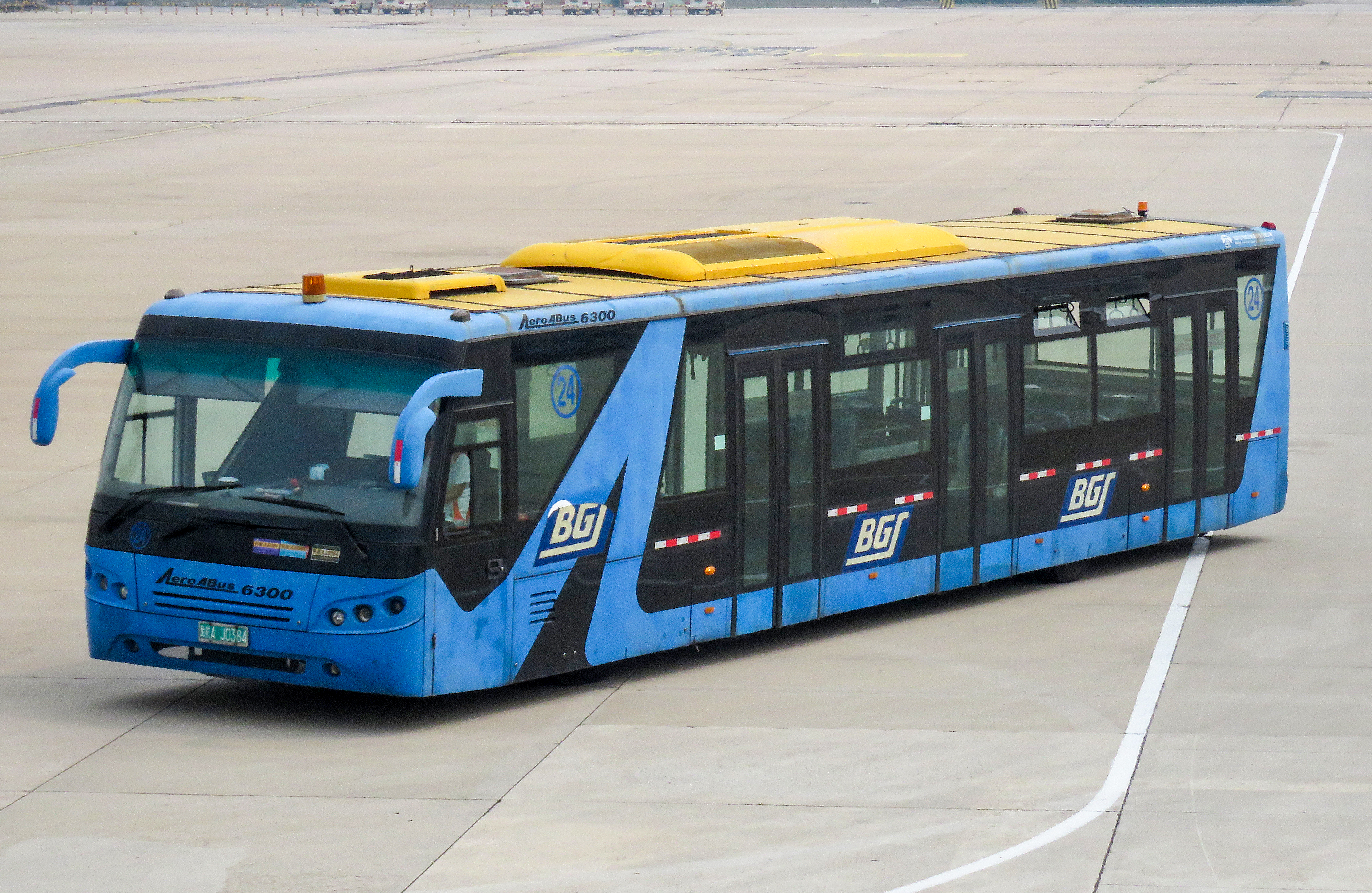
Автобус для перевозки пассажиров в аэропорту

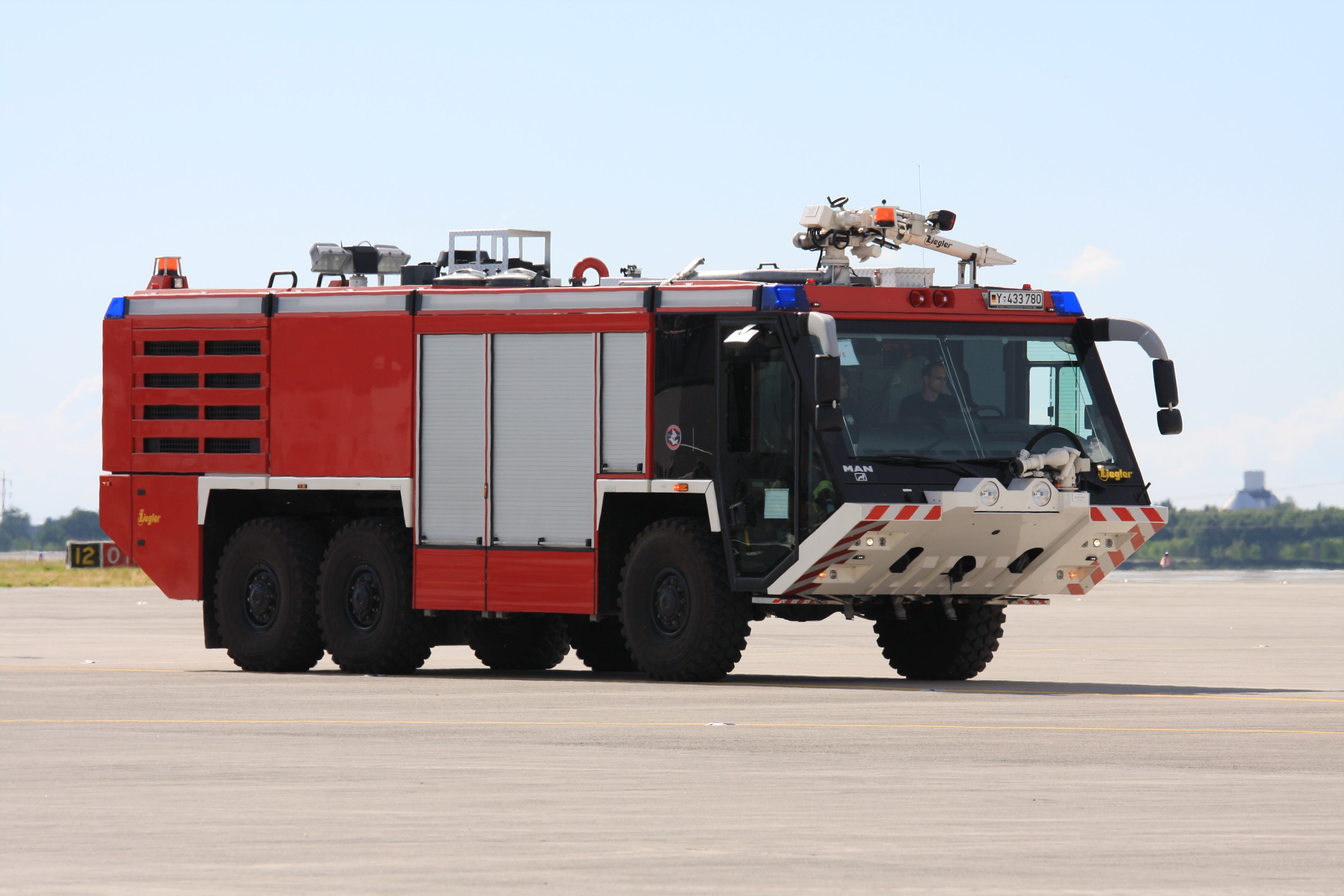
Пожарная машина Ziegler

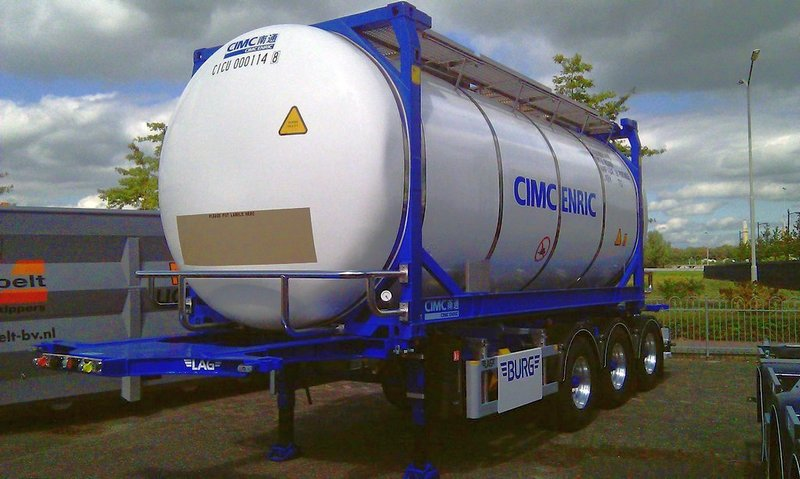
Автоцистерна производства CIMC

- контейнеры — в 2018 году компания произвела 1,54 млн стандартных контейнеров (TEU), а также 168 тысяч рефрижераторных контейнеров (в 2016 году было 587 тысяч и 80 тысяч соответственно); оборот — 31,5 млрд юаней.
- автотранспорт — производство прицепов, полуприцепов и кузовов грузовых автомобилей под торговыми марками CIMC, Vanguard, SDC и LAG; 31 завод в КНР, США, Великобритании, Бельгии, Польше, Австралии, Таиланде, ЮАР и других странах; в 2018 году было произведено 192 тысячи единиц (в 2016 году — 123 тысячи), оборот — 24,4 млрд юаней.
- энергетика, химическая и пищевая промышленность — производство оборудования для транспортировки, хранения и переработки веществ в химической и пищевой отраслях (контейнер-цистерны для сжиженного газа и химикатов, оборудование для мини-пивзаводов); деятельность осуществляется через дочернюю компанию CIMC Enric; оборот — 14,2 млрд юаней.
- морское инженерное оборудование — проектирование, производство и обслуживание морских буровых установок, морских платформ для добычи нефти и газа, судов-трубоукладчиков, плавучих кранов, буксиров, судов для обслуживания платформ, яхт; деятельность ведётся через дочерние компании CIMC Offshore Holdings Co. и CIMC Raffles Offshore Ltd., основными активами являются судостроительные верфи Yantai CIMC Raffles Shipyard в Яньтае и Sanlian Longkou Shipyard в Лункоу; оборот — 2,4 млрд юаней.
- оборудование для аэропортов — производство трапов и другого оборудования для аэропортов, а также пассажирских автобусов, пожарных и спасательных машин (включая дочерние компании CIMC Aero ABus в КНР и Albert Ziegler GmbH в Германии), оборудования для автостоянок; оборот — 4,7 млрд юаней.
- грузовики большой грузоподъёмности — подразделение работает через дочернюю компанию C&C Trucks; объём производства составляет более 8 тысяч грузовиков в год, оборот — 2,5 млрд юаней.
- логистика — контейнерные склады, лизинг и продажа контейнеров, организация их транспортировки по всему миру различными видами транспорта; оборот — 8,6 млрд юаней.
- недвижимость — подразделение работает через частично контролируемую компанию CIMC Skyspace Real Estate; осуществляет проектирование и строительство промышленных зон, а также жилой недвижимости; оборот — 2,9 млрд юаней.
- финансы — финансовые услуги дочерним структурам компании, лизинг; оборот — 2,1 млрд юаней.

Основные производственные мощности сосредоточены в КНР, а также в Таиланде, Индонезии, Австралии (Перт и Мельбурн), ЮАР, США (Джорджия, Индиана, Калифорния, Юта), Европе (Германия, Нидерланды, Дания, Бельгия, Великобритания, Франция, Польша, Хорватия).
Основным регионом сбыта продукции является КНР (44,6 млрд из 93,5 млрд юаней), далее следуют Америка (23,4 млрд юаней) и Европа (17,4 млрд юаней). Крупнейшие покупатели продукции:
- Triton Container International Limited c/o TAL International Container Corporation (3,82 млрд юаней, 4,09 % от оборота)
- Mediterranean Shipping Company S.A. (3,78 млрд, 4,05 %)
- SeaCube Containers LLC (2,26 млрд, 2,42 %)
- CMA CGM SHIPPING CO., LTD. (1,97 млрд, 2,11 %)
- CAI International, Inc. (1,65 млрд, 1,75 %)

| Год                 | 2009  | 2010  | 2011  | 2012  | 2013  | 2014  | 2015  | 2016  | 2017  | 2018  |
| ------------------- | ----- | ----- | ----- | ----- | ----- | ----- | ----- | ----- | ----- | ----- |
| Оборот              | 20,48 | 51,77 | 64,13 | 54,33 | 57,87 | 70,07 | 58,69 | 51,11 | 76,30 | 93,50 |
| Чистая прибыль      | 1,081 | 2,851 | 3,659 | 1,930 | 2,634 | 3,034 | 2,351 | 0,735 | 3,158 | 4,068 |
| Активы              | 37,36 | 54,13 | 64,36 | 62,99 | 72,61 | 87,78 | 106,8 | 124,6 | 130,6 | 158,9 |
| Собственный капитал | 15,83 | 19,21 | 21,61 | 22,12 | 24,50 | 27,28 | 35,49 | 39,13 | 43,24 | 52,40 |

## Акционеры
Крупнейшие акционеры на конец 2018 года:
- China Merchants Group — 24,58 %
- China COSCO Shipping — 22,72 %
- Hony Group Management Limited — 12 %
- Broad Ride Limited — 12 %
- Promotor Holdings Limited — 4,79 %